# Plinia baracoensis
Plinia baracoensis är en myrtenväxtart som beskrevs av Attila L. Borhidi. Plinia baracoensis ingår i släktet Plinia och familjen myrtenväxter. Inga underarter finns listade i Catalogue of Life.